# Carlos Ibarra
Carlos Ibarra Farfán (Lima, 23 de junio de 1975) es un exfutbolista peruano. Jugaba de mediocampista y tiene 49 años. 

## Clubes
| Club                   | País | Año       |
| ---------------------- | ---- | --------- |
| Deportivo San Agustín  | Perú | 1994-1997 |
| Deportivo AELU         | Perú | 1999      |
| América Cochahuayco    | Perú | 1999-2000 |
| Deportivo Wanka        | Perú | 2001      |
| Coronel Bolognesi      | Perú | 2002      |
| Cienciano              | Perú | 2003      |
| Unión Huaral           | Perú | 2003-2004 |
| Sport Boys             | Perú | 2005      |
| Universidad San Martín | Perú | 2005-2007 |
| José Gálvez            | Perú | 2008      |
| Sport Huancayo         | Perú | 2009-2010 |
| Inti Gas               | Perú | 2011-2013 |
| Deportivo Coopsol      | Perú | 2014      |

## Palmarés

### Campeonatos nacionales
| Título                    | Club                   | País | Año  |
| ------------------------- | ---------------------- | ---- | ---- |
| Segunda División del Perú | América Cochahuayco    | Perú | 1999 |
| Primera División del Perú | Universidad San Martín | Perú | 2007 |

### Torneos internacionales
| Título            | Club      | País | Año  |
| ----------------- | --------- | ---- | ---- |
| Copa Sudamericana | Cienciano | Perú | 2003 |